# Тяжкое преступление
Тяжкое преступление — в Уголовном кодексе Российской Федерации умышленное деяние, за совершение которого максимальное наказание не превышает десяти лет лишения свободы, либо неосторожное деяние, за совершение которого максимальное наказание не превышает пятнадцати лет лишения свободы.

## Общественная значимость
Обычно тяжкие и особо тяжкие преступления входят в число деяний mala in se — они очевидны для граждан. 

## В статистике
Доля тяжких и особо тяжких преступлений составила 22,5 % в 2018 году (годом ранее — 21,2 %); общее число тяжких и особо тяжких преступлений приближалось к 450 тысячам.
Для сравнения, в 2005 году их доля составляла 30,3 %, их число — 1 076 988.
В 2020 году в России 40 человек на 100 тысяч населения погибли или получили тяжкий вред здоровью в результате преступлений. Этот показатель значительно снизился (на 24,5% по сравнению с 2014 годом, на 6% по сравнению с 2019). В разных регионах ситуация значительно разнится. Так, в республике Тыва погибли или получили тяжкий вред здоровью 201 человек на 100 тысяч (что в пять раз выше, чем в среднем по России). Также высокие показатели в Чукотском автономном округе (105/100 тыс.) и в Забайкальском крае (93/100 тыс). Минимальные значения — в Чечне (6/100 тыс.), Ингушетии (12/100 тыс), Москве (15/100 тыс).